# Baraundha

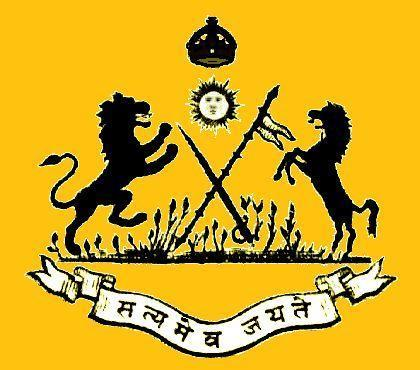
Vapen

Baraundha (även Baraundha Pathar Kachhar) var ett rajputiskt furstendöme i nuvarande indiska delstaten Madhya Pradesh, grundat före 1549. Under perioden som brittisk vasallstat hade furstendömet en yta på 565 km².

## Härskare

### Thakur
- 1792? - 1827, Mohan Singh
- 1827 - 1867, Sarabjit Singh
- 1867 - 1874, Chhatarpal Singh
- 1874 - 1885, Raghubar Dayal Singh
- 1886 - 1908, Prasad Singh

### Raja
- 1908 - 1933, Gaya Prasad Singh
- 1933 - 1947, Ram Pratap Singh